# Haseena Maan Jaayegi

Haseena Maan Jaayegi est un film indien paru en 1999, réalisé par David Dhawan.

## Synopsis
Amirchand, joué par Kader Khan, est le père infortuné de deux fils espiègles : Sonu et Monu.

## Distribution
- Sanjay Dutt : Sonu
- Govinda : Monu
- Karisma Kapoor : Ritu Verma
- Pooja Batra : Pooja Verma

## Box-office
- Inde : 257 500 000 millions de roupies, le film se classe à la cinquième position.